# Ialove, Voloveț
Ialove (în ucraineană Ялове) este un sat în comuna Pidpolozzea din raionul Voloveț, regiunea Transcarpatia, Ucraina.

## Demografie
Componența lingvistică a localității Ialove
     Ucraineană (97,84%)
     Rusă (1,8%)
     Alte limbi (0,36%)
Conform recensământului din 2001, majoritatea populației localității Ialove era vorbitoare de ucraineană (97,84%), existând în minoritate și vorbitori de rusă (1,8%).